# Zheng Siwei
Zheng Siwei (chinês simplificado: 郑思维, pinyin: Zhèng Sīwéi; Wenzhou, 26 de fevereiro de 1997) é um jogador de badminton chinês, medalhista olímpico.

## Carreira
Nos Jogos Olímpicos de Verão de 2020, em Tóquio, conquistou a medalha de prata na categoria duplas mistas ao lado de Huang Yaqiong após confronto na final contra os também chineses Wang Yilyu e Huang Dongping. Zheng entrou para a seleção nacional em 2013 e teve um desempenho de excelência nos eventos juniores ao coletar quatro medalhas de ouro, uma prata e uma bronze no Campeonato Mundial.
Nos Jogos Olímpicos de Verão de 2024, em Paris, conquistou a medalha de ouro na disputa de duplas mistas, também ao lado de Siwei.